# Laura García Benítez
Laura García Benítez (Pamplona, 19 de abril de 1981) es una judoca española que ha representado a España en los Juegos Paralímpicos de Verano de 2008 y 2012.
Su padre practicaba karate, pero debido a sus problemas de visión, García no pudo seguir los pasos de su padre en este deporte.

## Vida personal
García ha vivido en Barañáin. Asistió al Colegio Público Eulza. Asistió también al Colegio Técnico Carlos III en Pamplona, donde  estudió para convertirse en ayudante de guardería.  Una vez concluyó sus estudios,  decidió en cambio para vender cupones para ONCE.

## Judo
García se inició en el judo cuando tenía ocho años y vivía en Lagunak porque un amigo practicaba el deporte. Después de tres años, dejó de practicarlo,  para luego retomarlo cuando tenía veintiún años. 
Al competir en el Campeonato Europeo de Judo IPC 2007 en Azerbaiyán, García obtuvo una medalla de bronce.  En abril de 2008, fue una de las cuatro deportistas navarras en la lista de finalistas para acudir a los Juegos Paralímpicos de Pekín. Antes de los Juegos de 2008, entrenó en Francia. Ese año, contó con el apoyo económico necesario para competir en el más alto nivel gracias a la financiación a través del Plan ADOP. Compitió en los Juegos Paralímpicos de Verano de 2008 en judo como joven de 27 años en el grupo de menos de 48 kilogramos. En octubre de 2011, compitió en un evento regional español de judo para personas con problemas de visión en Guadalajara. En 2011, compitió en el Campeonato Mundial de Judo IPC. En 2012, fue entrenada por Yolanda Soler y José Tomás Toro mientras residía en Larrabid.  Compitió en los Juegos Paralímpicos de Verano de 2012 en el grupo de menos de 48 kilogramos. Perdió su primera pelea y luego perdió en el repechaje. Una de sus peleas fue contra la ucraniana Yuliya During. Terminó en séptimo lugar, lo que fue suficiente para que obtuviera un diploma paralímpico. También compitió en los Campeonatos de Europa de Judo del IPC de 2013 que se celebraron a principios de diciembre en Eger, Hungría. En julio de 2013, formó parte de la lista de los 306 navarros nombrados "Deportistas de élite", una categoría de deportistas de élite españoles que ofrece una serie de beneficios.